# Кутюр (коммуна)
Кутю́р (фр. Couture) — коммуна во Франции, находится в регионе Пуату — Шаранта. Департамент — Шаранта. Входит в состав кантона Рюффек. Округ коммуны — Конфолан.
Код INSEE коммуны — 16114.
Коммуна расположена приблизительно в 360 км к юго-западу от Парижа, в 75 км южнее Пуатье, в 33 км к северу от Ангулема.

## Население
Население коммуны на 2008 год составляло 162 человека.
| 1962 | 1968 | 1975 | 1982 | 1990 | 1999 | 2008 |
| ---- | ---- | ---- | ---- | ---- | ---- | ---- |
| 269  | 252  | 210  | 206  | 177  | 158  | 162  |

## Администрация
| Период | Период | Фамилия            | Партия | Примечания |
| ------ | ------ | ------------------ | ------ | ---------- |
| 1995   | 2008   | Франсуаза Перрен   |        |            |
| 2008   | 2014   | Жаклин Дюкло-Рюзек |        | учитель    |

## Экономика
В 2007 году среди 80 человек в трудоспособном возрасте (15—64 лет) 55 были экономически активными, 25 — неактивными (показатель активности — 68,8 %, в 1999 году было 59,6 %). Из 55 активных работали 48 человек (26 мужчин и 22 женщины), безработных было 7 (3 мужчины и 4 женщины). Среди 25 неактивных 2 человека были учениками или студентами, 16 — пенсионерами, 7 были неактивными по другим причинам.

## Достопримечательности
- Приходская церковь Сент-Илер. Исторический памятник с 1925 года[3]

## Фотогалерея

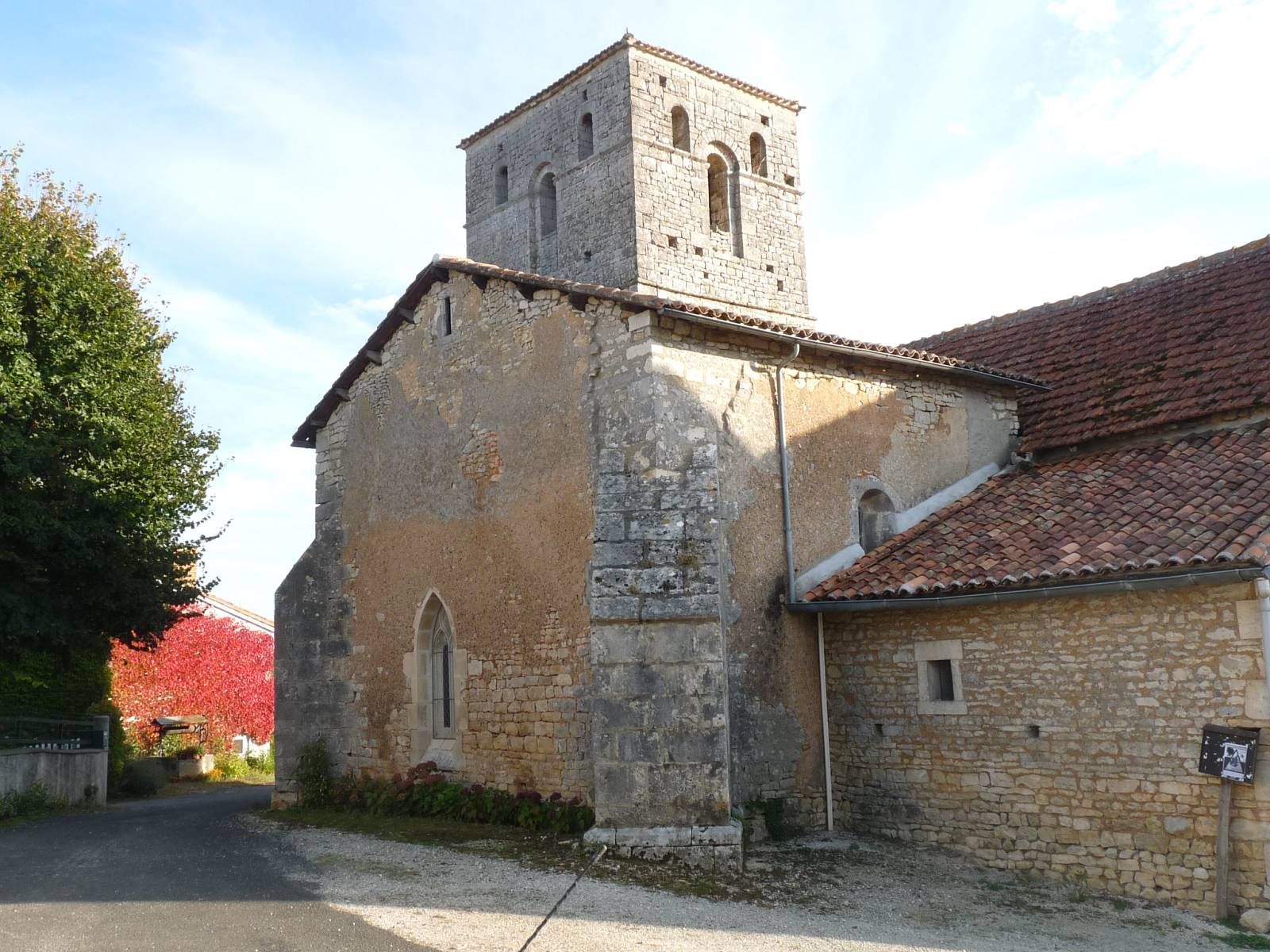
Церковь Сент-Илер
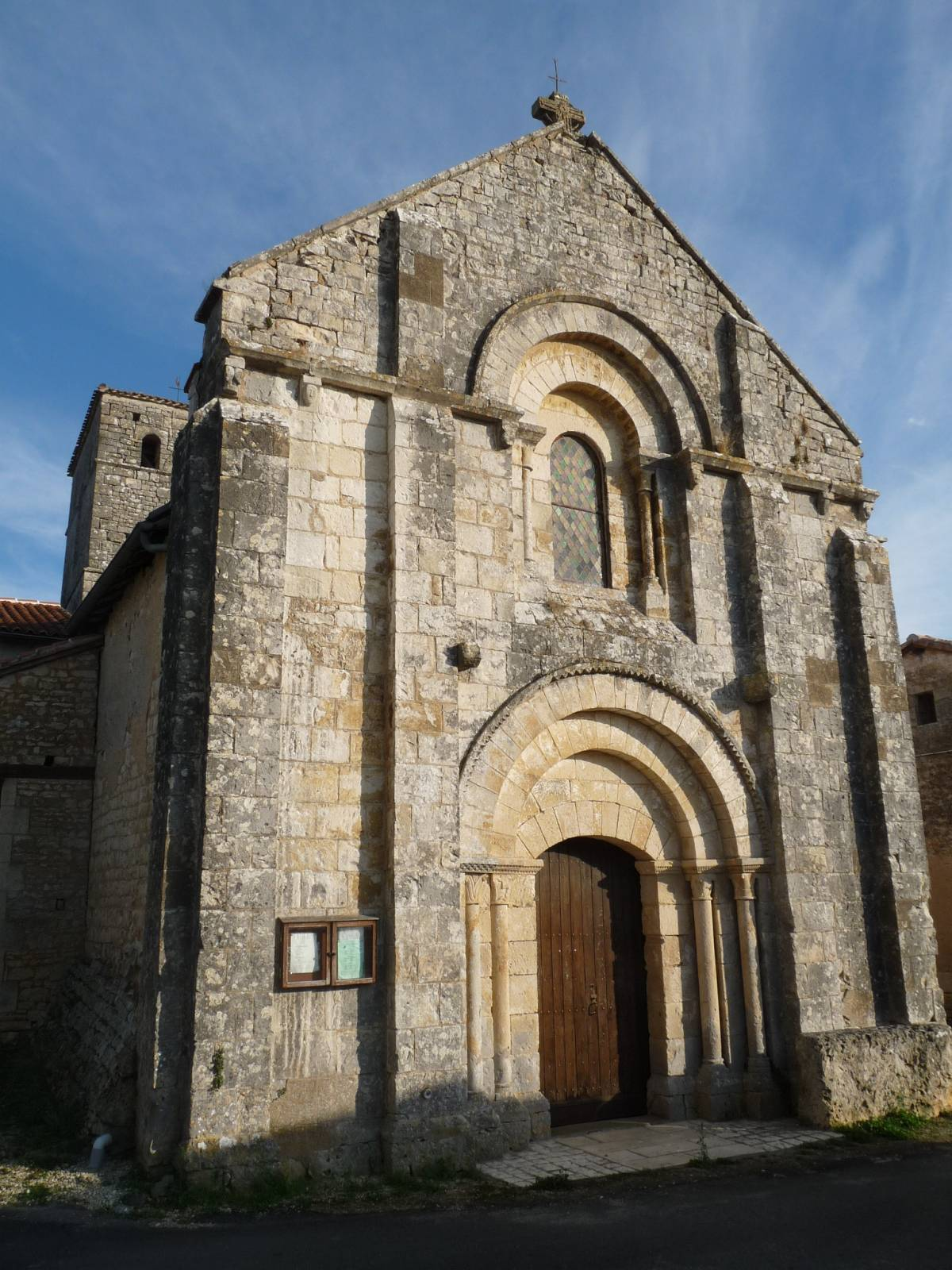
Церковь Сент-Илер
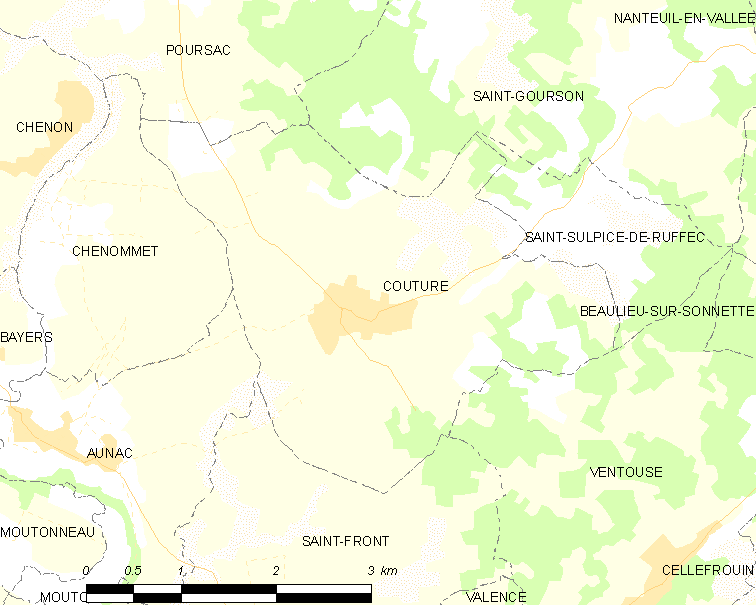
Карта коммуны